# Chase (serie televisiva)
Chase è una serie televisiva poliziesca statunitense, ideata da Jennifer Johnson e prodotta da Jerry Bruckheimer, in collaborazione con la Warner Bros. Television. La serie è stata trasmessa dalla NBC dal 20 settembre 2010, mentre in Italia è andata in onda sul canale pay Premium Crime dal 4 luglio 2011, ed in chiaro su Rete 4 dal 4 luglio 2012.

## Trama
Chase segue le vicende di una squadra di agenti federali dell'United States Marshals Service impegnata nella ricerca dei latitanti più pericolosi degli Stati Uniti. In lingua inglese "chase" corrisponde all'italiano "inseguire/dare la caccia". Il team è guidato da Annie Frost, una sorta di sceriffo-cow boy texana, e comprende gli agenti Jimmy Godfrey, Marco Martinez, Daisy Ogbaa e Luke Watson.

## Episodi
| Stagione       | Episodi | Prima TV originale | Prima TV Italia |
| -------------- | ------- | ------------------ | --------------- |
| Prima stagione | 18      | 2010-2011          | 2011            |

## Personaggi e interpreti
- Annie Frost, interpretata da Kelli Giddish
- Jimmy Godfrey, interpretato da Cole Hauser
- Marco Martinez, interpretato da Amaury Nolasco
- Daisy Ogbaa, interpretata da Rose Rollins
- Luke Watson, interpretato da Jesse Metcalfe

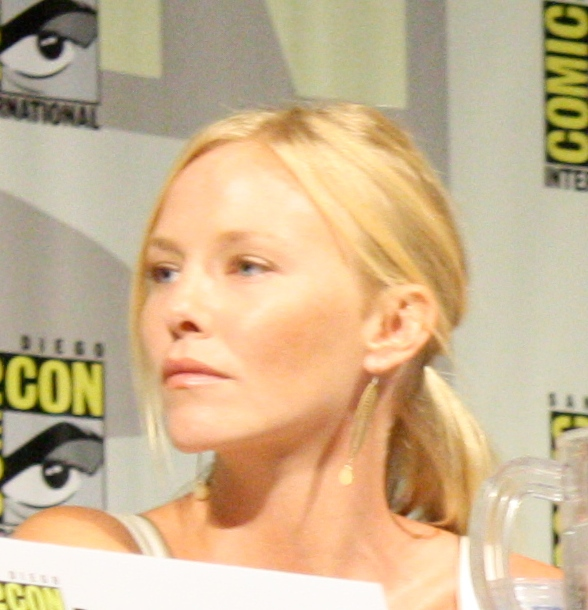
Kelli Giddish interpreta Annie Frost
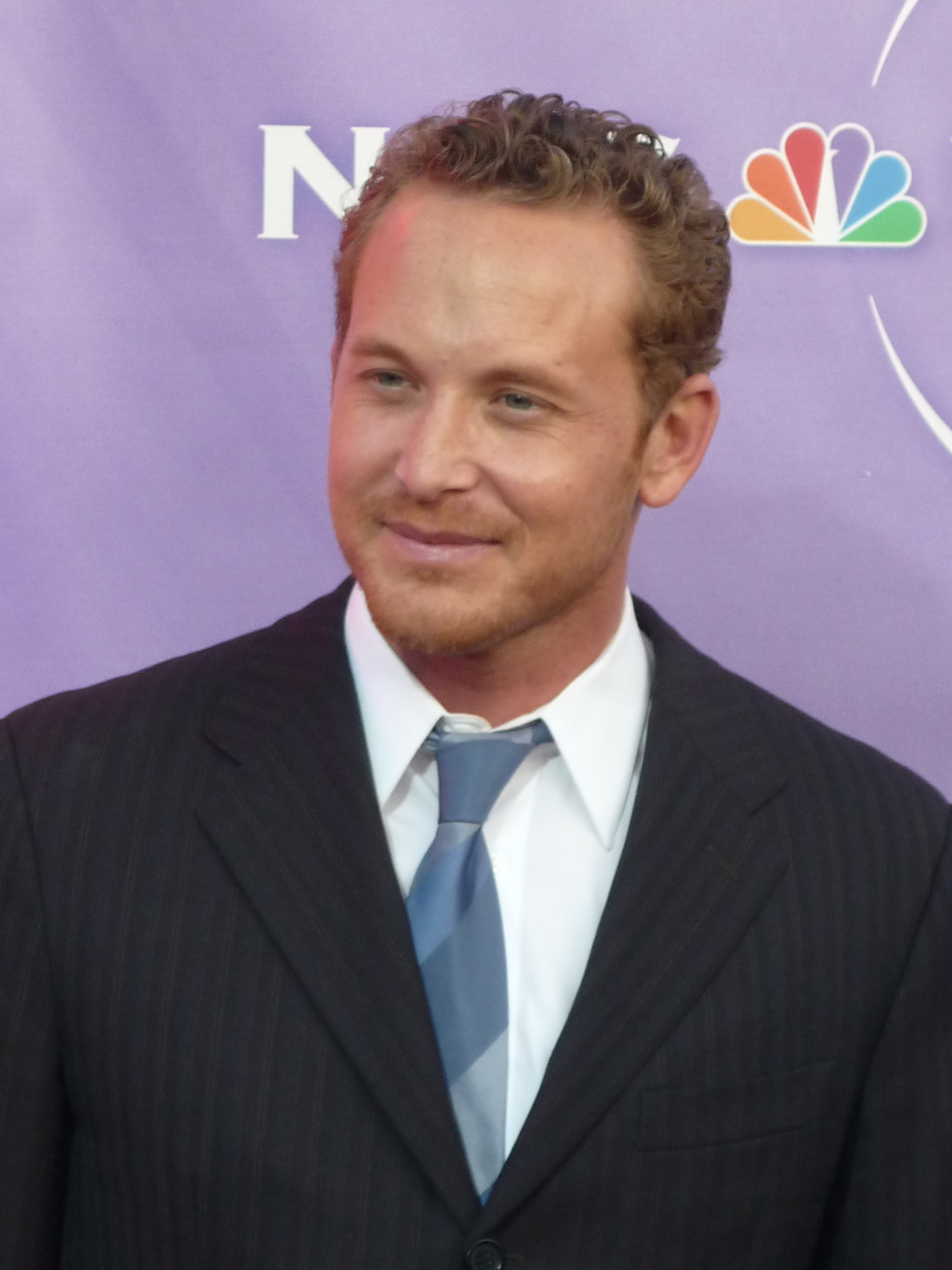
Cole Hauser interpreta Jimmy Godfrey
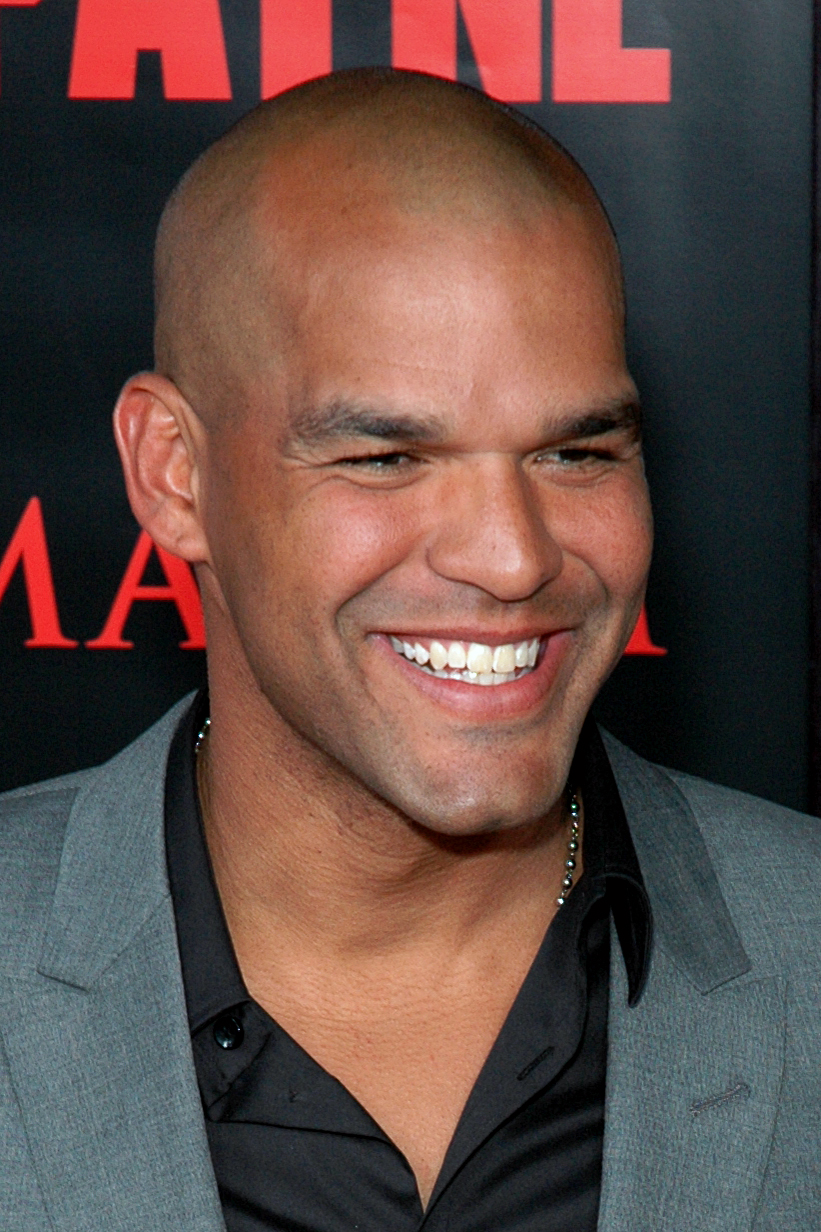
Amaury Nolasco interpreta Marco Martinez
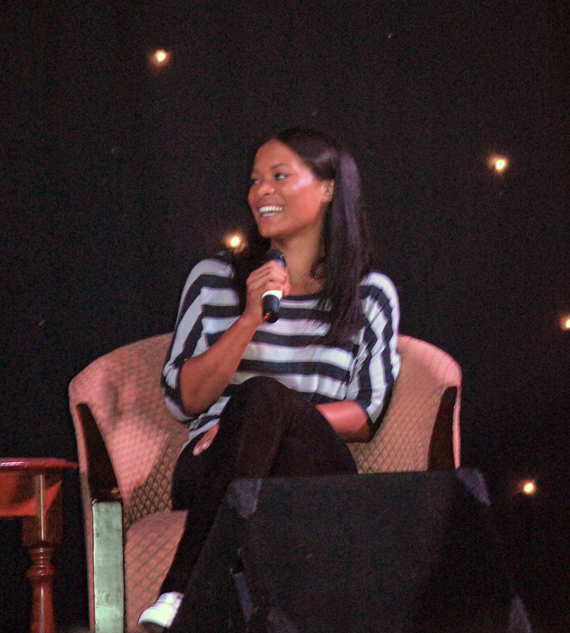
Rose Rollins interpreta Daisy Ogbaa
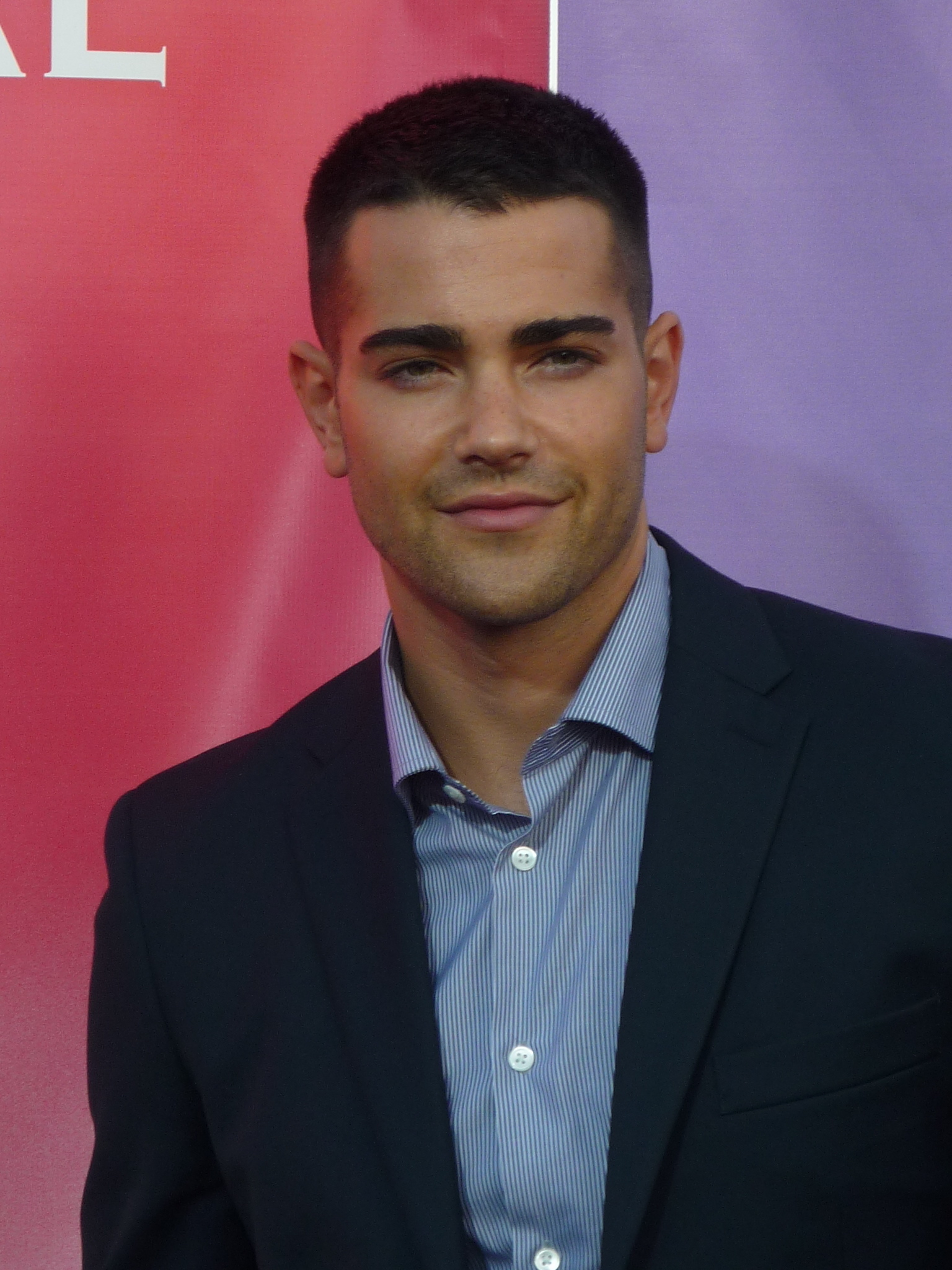
Jesse Metcalfe interpreta Luke Watson

## Produzione
La NBC approvò la sceneggiatura proposta da Jennifer Johnson, nel settembre del 2009, dopodiché Jerry Bruckheimer, già produttore di CSI: Scena del crimine e dei suoi spin-off, fu designato come produttore esecutivo e Jonathan Littman fu chiamato a dirigere l'episodio pilota. La fase di casting iniziò nel mese di febbraio 2010 e la prima attrice ad entrare a far parte del cast fu Rose Rollins, chiamata ad interpretare il ruolo di Daisy Ogbaa. Successivamente si unirono al cast anche Jesse Metcalfe, interprete di Luke Watson, Cole Hauser, interprete di Jimmy Godfrey e Amaury Nolasco per il ruolo di Marco Martinez. Per il ruolo della figura centrale della serie, Annie Frost, furono contattate anche le attrici Maria Bello, Téa Leoni e Christina Applegate, prima di scegliere Kelli Giddish, definita più adatta dai produttori poiché si adattava meglio al "carattere forte" che doveva avere la protagonista.
L'episodio pilota fu girato nel mese di marzo a Dallas, in Texas. Il 10 maggio 2010 la NBC approvò definitivamente il progetto e diede il via libera alla produzione di una prima stagione. Nei mesi seguenti ricominciarono quindi le riprese, svoltesi sempre nei dintorni di Dallas.
Poiché la serie non ha ottenuto gli ascolti sperati, la NBC ha prima ridotto il numero di episodi previsti, portandolo da 22 a 18, ed ha poi sospeso la programmazione dopo la messa in onda del tredicesimo episodio, avvenuta il 26 gennaio 2011. I rimanenti cinque episodi prodotti sono stati trasmessi dal 23 aprile 2011 al 21 maggio 2011, con lo spostamento del giorno di programmazione dal lunedì al sabato.